# Gojeon-myeon
Gojeon-myeon (koreanska: 고전면) är en socken i kommunen Hadong-gun i  provinsen Södra Gyeongsang i den södra delen av Sydkorea, 290 km söder om huvudstaden Seoul.